# Said Halim Paxá
Said Halim Paxá (em turco moderno: Sait Halim Paşa; em turco otomano: سعيد حليم پاشا ; em albanês: Said Halimi; Cairo, 18 de janeiro de 1865 – Roma, 6 de dezembro de 1921) foi um estadista otomano de origem albanesa, que serviu como o grão-vizir do Império Otomano entre de 1913 e 1917.

## Biografia
Nascido no Cairo, ele era neto de Maomé Ali do Egito, foi um dos signatários da aliança germano-otomana. Ainda assim, ele demitiu-se após o incidente da perseguição dos navios alemães SMS Goeben e SMS Breslau, um evento que serviu para cimentar a aliança otomano-germânica durante Primeira Guerra Mundial. Alega-se que Maomé V queria uma pessoa em quem confiava para grão-vizir, e que ele pediu a Said Halim para permanecer no seu posto o mais tempo possível. O mandato de Said Halim durou até 1917 por causa do contínuo confronto entre ele e o Comitê para a União e o Progresso, que até então controlava o Governo Imperial do Império Otomano.[carece de fontes?]
Durante a corte marcial após a I Guerra Mundial no Império Otomano, ele foi acusado de traição por ter assinado a aliança otomano-germância. Foi exilado em 29 de Maio de 1919, para uma prisão em Malta. Foi absolvido das acusações e em 1921 mudou-se para a Sicília. Queria retornar a Istambul, a capital do Império Otomano, mas este pedido foi rejeitado. Logo depois, foi assassinado em Roma no âmbito da Operação Nêmesis, por Arshavir Shirakian, um agente da Federação Revolucionária Armênia, por seu papel no genocídio armênio. Outros fontes (sem autoridade), no entanto, afirmam que ele não estava relacionado com genocídio.

## Publicações
- Buhranlarımız ve Son Eserleri – İz Yayıncılık
- Buhran-ı İçtimaimiz – Kubbealtı Sahaf
- Said Halim Paşa – Bütün Eserleri Anka Yayınları 2003